# Paul Hait
Paul William Hait (Pasadena, 25 mei 1940) is een Amerikaans zwemmer.

## Biografie
Tijdens de Olympische Zomerspelen van 1960 won Hait de gouden medaille op de 4x100m wisselslag in een wereldrecord. Individueel eindigde hij als achtste op de 200m schoolslag.
Vanwege zijn betrokkenheid bij savings and loan scandals zat Hait vier jaar in de gevangenis. Nadien is hij veijgesproken vannde beschuldigingen.

## Internationale toernooien
| Jaar | Olympische Spelen                      |
| ---- | -------------------------------------- |
| 1960 | 4x100m wisselslag · 8e 200m schoolslag |

1960: McKinney, Hait, Larson, Farrell ·
1964: Mann, Craig, Schmidt, Clark ·
1968: Hickcox, McKenzie, Russell, Walsh ·
1972: Stamm, Bruce, Spitz, Heidenreich ·
1976: Naber, Hencken, Vogel, Montgomery ·
1980: Kerry, Evans, Tonelli, Brooks ·
1984: Carey, Lundquist, Morales, Gaines ·
1988: Berkoff, Schroeder, Biondi, Jacobs ·
1992: Rouse, Diebel, Morales, Olsen ·
1996: Rouse, Linn, Henderson, Hall ·
2000: Krayzelburg, Moses, Crocker, Hall ·
2004: Peirsol, Hansen, Crocker, Lezak ·
2008: Peirsol, Hansen, Phelps, Lezak ·
2012: Grevers, Hansen, Phelps, Adrian ·
2016: Murphy, Miller, Phelps, Adrian  ·
2020: Murphy, Andrew, Dressel, Apple  ·
2024: Xu, Qin, Sun, Pan